# Дубрава (Калининградская область)
Дубрава (до 1938 — Буйлин (нем. Buylien), до 1946 — Шульценвальде (нем. Schulzenwalde)) — посёлок в Озёрском городском округе, до 2014 года входил в состав Гавриловского сельского поселения.

## География
Находится в южной части Калининградской области, в зоне хвойно-широколиственных лесов, в пределах Виштынецкой возвышенности. 
Абсолютная высота — 69 метров над уровнем моря.

### Климат
Климат характеризуется как переходный от морского к умеренно континентальному. Среднегодовая температура воздуха — 7,7 °C. Средняя температура воздуха самого холодного месяца (января) — −2,9 °C (абсолютный минимум — −35 °C); самого тёплого месяца (июля) — 18,7 °C (абсолютный максимум — 36 °C). Годовое количество атмосферных осадков — 775 мм, из которых большая часть выпадает в тёплый период.

## Топоним
В 1938 году Буйлиен был переименован в Шульценвальде.
В 1946 году Шульценвальде был переименован в поселок Дубровку.

## История
К началу XX века в Буйлиене существовало две школы. Первая была открыта в начале XIX века, строительство второй началось 3 февраля 1899 года и окончено 1 января 1900 года.
20 октября 1944 года, вследствие приближения Красной Армии, жители Шульценвальде покинули свои дома и устремились на запад.

## Население
| 1910 | 1933 | 1939 | 2002 | 2010 |
| ---- | ---- | ---- | ---- | ---- |
| 363  | ↗385 | ↘383 | ↘95  | →95  |